# Homalopsinus muhezensis
Homalopsinus muhezensis es una especie de coleóptero de la familia Attelabidae.

## Distribución geográfica
Habita en Tanzania.